# Stéphane Benoit-Godet
Pour les articles homonymes, voir Benoit et Godet.
Stéphane Benoit-Godet (né en 1970) est un journaliste français, rédacteur en chef du quotidien suisse francophone Le Temps (2015-2020), puis du magazine L'Illustré (2020-2023).
Il a précédemment occupé divers postes dans le monde de la presse suisse romande, dont celui de rédacteur en chef du magazine Bilan.

## Biographie
Juriste de formation, Stéphane Benoit-Godet a fait ses études en France à l'Université d'Aix-Marseille III (diplôme d’études approfondies de théorie juridique, mémoire en analyse économique du droit).
Il a travaillé pour les quotidiens La Tribune de Genève (1995) et Le Temps (1998-2003), dont il a dirigé la rubrique économique (fin 2000 à mi-2003).
Il a été rédacteur en chef adjoint du bimensuel économique Bilan (groupe Tamedia) depuis 2003, puis rédacteur en chef du même journal depuis 2006. Dans ce cadre, il a participé à des émissions de radio avec la Radio télévision suisse, Yes FM, One FM et de télévision avec La Télé.
Stéphane Benoit-Godet est par ailleurs formateur au Centre romand de formation des journalistes et à la Haute École de gestion de Genève dans le cadre du master en management du luxe et du CAS transformation digitale.
Depuis le 1er avril 2015 jusqu'à fin 2020, Stéphane Benoit-Godet est rédacteur en chef du quotidien Le Temps (groupe Ringier). De 2021 à 2023, il est rédacteur en chef du magazine L'Illustré.